# Judy Pollock
Judith Florence Pollock, z domu Amoore (ur. 25 czerwca 1940 w Melbourne) – australijska lekkoatletka specjalizująca się w biegach sprinterskich i średniodystansowych, dwukrotna uczestniczka igrzysk olimpijskich w latach 1964 i 1976, brązowa medalistka olimpijska z 1964 r. z Tokio w biegu na 400 metrów.

## Życiorys
Początkowo specjalizowała się w biegu na 400 metrów. Miała wystąpić w biegu na 440 jardów na igrzyskach Imperium Brytyjskiego i Wspólnoty Brytyjskiej w 1962 w Perth, ale musiała zrezygnować z powodu zapalenia wyrostka robaczkowego.
Zdobyła brązowy medal w biegu na 400 metrów na igrzyskach olimpijskich w 1964 w Tokio, ulegając jedynie swej koleżance z reprezentacji Australii Betty Cuthbert i Ann Packer z Wielkiej Brytanii. 27 lutego 1965 w Perth ustanowiła rekord świata w biegu na 440 jardów czasem 52,4 s.
Zwyciężyła w biegu na 440 jardów (przed Deidre Watkinson z Anglii i Uną Morris z Jamajki) oraz zdobyła srebrny medal w biegu na 880 jardów (za Abby Hoffman z Kanady, a przed Anne Smith z Anglii) na igrzyskach Imperium Brytyjskiego i Wspólnoty Brytyjskiej w 1966 w Kingston. Na tych samych igrzyskach zajęła 4. miejsce w biegu na 220 jardów. 28 czerwca 1967 w Helsinkach ustanowiła rekord świata w biegu na 800 metrów wynikiem 2:01,0, a 5 lipca tego roku wyrównała rekord świata w biegu na 880 jardów czasem 2:02,0.
Zawiesiła karierę lekkoatletyczną przed igrzyskami olimpijskimi w 1968 w Meksyku z powodu ciąży. Podjęła ją ponownie pod koniec 1971. Zakwalifikowała się do reprezentacji Australii na igrzyska olimpijskie w 1972 w Monachium, ale w nich nie wystąpiła wskutek kontuzji. Po urodzeniu kolejnego dziecka podjęła treningi w 1975. Skoncentrowała się wówczas na bieganiu na średnich dystansach. Wystąpiła na igrzyskach olimpijskich w 1976 w Montrealu, gdzie odpadła w półfinale biegu na 800 metrów i eliminacjach biegu na 1500 metrów pomimo ustanowienia rekordów życiowych na obu dystansach.

## Mistrzostwa Australii
Pollock była mistrzynią Australii w biegach na 440 jardów i 880 jardów w 1964/1965 i 1965/1966, w biegach na 400 metrów i 800 metrów 1966/1967 i 1971/1972, w biegu na 1500 metrów w 1975/1976 oraz w biegu przełajowym na 2 mile w 1965. Zdobyła srebrne medal w biegu na 880 jardów w 1963/1964 i w biegu na 800 metrów w 1975/1976 oraz brązowe medale w biegu na 440 jardów w 1962/1963 i 1963/1964 i w biegu na 220 jardów w 1965/1966.

## Rekordy życiowe
Rekordy życiowe Judy Pollock:
- bieg na 100 jardów – 10,7 (18 marca 1966, Sydney)
- bieg na 100 metrów – 11,7 (1967)
- bieg na 200 metrów – 23,7 (5 lutego 1972, Melbourne)
- bieg na 220 jardów – 23,8 (16 lutego 1966, Melbourne)
- bieg na 400 metrów – 52,3 (22 lutego 1972, Melbourne)
- bieg na 440 jardów – 42,4 (27 lutego 1965, Perth)
- bieg na 800 metrów – 1:59,93 (24 lipca 1976, Montreal)
- bieg na 880 jardów – 2:02,0 (5 lipca 1967, Sztokholm)
- bieg na 1000 metrów – 2:38,8 (12 lipca 1976, Montreal)
- bieg na 1500 metrów – 4:14,22 (28 lipca 1976, Montreal)
- bieg na 400 metrów przez płotki – 1:03,1 (6 grudnia 1975, Melbourne)